# Chandon (Loire)
Pour les articles homonymes, voir Chandon.
 (février 2017).
- Si vous ne connaissez pas le sujet, laissez ce bandeau (vous pouvez alors contacter les auteurs).
- Si vous supprimez le contenu mis en cause (vous pouvez préalablement contacter les auteurs),

argumentez précisément cette suppression dans la page de discussion
(un manque de référence n'est pas un argument ; une recherche réelle de référence doit avoir été effectuée, être formellement documentée).
Chandon est une commune française située dans le département de la Loire en région Auvergne-Rhône-Alpes.

## Géographie
La commune de Chandon appartient au canton de Charlieu dont la commune chef-lieu est d'ailleurs une de ses six voisines. Outre celui de Charlieu, le territoire de Chandon est bordé au nord par celui de Saint-Denis-de-Cabanne ; à l'est par celui de Mars, au sud ceux de Villers et de Saint-Hilaire-sous-Charlieu, à l'ouest celui de Pouilly-sous-Charlieu.
Ses dimensions en font une commune de taille moyenne dans son canton avec un peu plus de 12 km2 (12,38 précisément). Du fait de la forme ramassée du territoire municipal, les distances extrêmes du nord au sud et d'est en ouest sont à peu près équivalentes : 4,5 km à vol d'oiseau.
Dans le domaine géologique, l'aire communale de Chandon se distingue complètement des territoires qui sont ses voisins à l'est, notamment à Mars, où le cristallin est essentiellement représenté. Sur plus des trois quarts de la commune dominent en effet les terrains sédimentaires argileux d'âge tertiaire.
Font exception les seuls secteurs excentriques du sud et de l'est où s'étalent, au contact encore des dernières pentes cristallines du massif beaujolais, des formations de versants siliceuses quaternaires ; à part également les deux vallées du Sornin et surtout du Chandonnet tapissées d'alluvions récentes.
Deux particularités géologiques sont représentées d'une part par la haute terrasse de cailloutis fluviatiles, de surface réduite mais sur laquelle repose l'important quartier de la Croix Leigne ; d'autre part, sur principalement, la rive nord du Chandonnet, par d'étroits affleurements d'un calcaire du jurassique qui fournit une belle pierre de taille d'un jaune doré connue dans la région comme « pierre de Chandon ».
L'examen de la topographie de la commune de Chandon conduit à mettre en évidence la modestie des altitudes à l'intérieur de ce périmètre qui contrastent avec celles que l'on relève plus à l'est. L'altitude moyenne de la commune est de 356 m. Extérieur à la montagne beaujolaise (mais dont les basses pentes sont encore très proches à l'est), le territoire communal de Chandon n'atteint nulle part 500 m d'altitude (maximum : 472 m dans son angle sud-est (soit 120 m de moins que l'altitude maximale à Mars). Il s'incline doucement d'est en ouest conformément à la structure d'ensemble du nord-est roannais et la direction des cours d'eau est conséquente ; c'est sur le rives du Sornin que se place, à 271 m d'altitude, le point le plus bas de la commune (331 m à Mars sur les rives du Chandonnet).
Modelé dans des terrains essentiellement sédimentaires et tendres, son relief place la commune de Chandon dans la zone des basses collines du nord-est roannais. C'est le cours du Chandonnet qui commande l'organisation générale de ce relief ; la rivière traverse le territoire municipal en son beau milieu laissant de part et d'autre approximativement la même superficie soit 6 km2.
Examinées de plus près ces deux moitiés du territoire de Chandon apparaissent néanmoins dissemblables. Au nord de la rivière, sur l'interfluve qui la sépare du Sornin, deux versants peuvent être distingués : de l'échine sommitale de cet interfluve peu élevée (entre 400 et 330 m) un versant nord s'incline en direction du Sornin (plan incliné que Chandon partage avec Saint-Denis-de-Cabanne) qui rejoint la rivière vers 275 m d'altitude. Sa pente est faible : entre 5,5 et 6 %. La surface de ce versant, dans le périmètre de Chandon, est d'environ 3 km2. À ce versant s'oppose un versant sud descendant vers le Chandonnet, un peu plus étendu que le précédent, soit 3,5 km2, et dont la pente est variable : 10 % au-dessus du lieudit les Carrières, 4 % seulement au-dessous de la Croix Leigne.
Au sud du Chandonnet, sur le large interfluve séparant cette rivière du Jarnossin, un plan incliné s'élève jusqu'aux limites de la commune avec Villers. Ce versant, dont la partie sommitale se trouve sur la commune voisine, couvre une surface à peu près égale à la moitié du territoire municipal de Chandon. Sa largeur varie de 2,5 à 1,5 km. Il s'agit d'un espace plus bosselé que celui au nord de la rivière : de petits tributaires du Chandonnet le dissèquent en y creusant des vallons profonds. C'est dans la partie supérieure de ce glacis que la commune atteint ses altitudes culminantes mais cette surface est doublement inclinée, à la fois vers le nord-ouest - de 472 m près du lieudit Marigny (appartenant à Villers) à 330 m environ sur le Chandonnet - et à la fois vers le sud-ouest - de 472 m à 338 à la Goutte Rouchon - soit dans les deux cas une pente voisine de 6 %.
L'hydrographie de la commune se résume presque entièrement dans le cours de la rivière le Chandonnet qui doit son nom au village. Le cours d'eau traverse le territoire communal en son milieu d'est en ouest sur 3,5 km puis en forme la limite sud avec Saint-Hilaire-sous-Charlieu sur un peu moins de 2 km. Sa direction est conséquente est-ouest (conforme à l'inclinaison générale du Roannais oriental) ce qui le met en parallèle avec les autres cours d'eau de la région, le Jarnossin, le Trambouzan ou le Rhodon (qui eux sont d'ailleurs des tributaires directs de la Loire). Son talweg encaissé à son entrée dans la commune dans le secteur des Carrières donne lieu ensuite à un vallon évasé sur le reste de son cours. Sur sa rive gauche il reçoit à Chandon, au lieudit la Rivière, un petit affluent non nommé qui draine, avec les « gouttes » ses tributaires jalonnés d'étangs, le plan incliné qui descend jusqu'à ses rives. (D'un bout à l'autre du Nord-Est roannais les ruisselets sont désignés de la même façon, par le terme de « goutte(s) » soulignant la modestie de leur débit. Toponymie révélatrice : les lieudits la Goutte Rouchon, la Goutte Thessonière à Chandon.
Le dénivelé du cours du Chandonnet (333 m d'altitude à son entrée dans la commune au lieudit les Carrières, 280 m à sa sortie) soit 53 m est ainsi d'environ 9,5 m/km (12,7 à Mars) et la pente moyenne d'environ 1 %.
Le débit du Chandonnet est simplement celui d'un gros ruisseau : au moment où il quitte définitivement le territoire de Chandon il est encore à 1,5 km de son embouchure dans le Sornin - dont il est tributaire - et son débit n'y est que de 16 l/s avec un étiage moyen de 11 l/s.
Un autre cours d'eau concerne la commune de Chandon : il s'agit du Sornin. Cette importante rivière n'intéresse pourtant le territoire communal que marginalement puisque les sinuosités qu'il décrit à travers des prairies inondables en forment seulement la limite nord sur moins de 1,5 km. Proche de son niveau de base dans ces parages, le Sornin roule autour de 600 l/s. Cours d'eau issu de la montagne beaujolaise il présente des fluctuations saisonnières de débit très marquées avec des hautes eaux d'hiver et de printemps et est sujet occasionnellement à de fortes crues.
La nature argileuse des terrains de la commune de Chandon offre de bonnes conditions pédologiques, tandis que l'altitude moyenne modeste et le caractère peu accidenté de son relief constituent des éléments favorables à la mise en valeur agricole. Il en est résulté un défrichement précoce de la forêt. Le taux de boisement est donc depuis longtemps assez réduit, inférieur à 10 % de la surface totale de la commune. Les placages forestiers les plus notables se rencontrent dans le goulet étroit des Carrières de part et d'autre du Chandonnet jusqu'à proximité du bourg et sur le versant tourné vers le nord qui domine le Sornin dans le secteur de Pailleron.
Les deux vallées fluviales du Sornin et du Botoret offrent idéalement des axes de pénétration aisée à travers la commune de Chandon. En réalité les routes profitent peu de l'apparente opportunité que représente le sillon du Chandonnet : les routes de ce secteur convergent en effet vers Charlieu ; or, la rivière ne rejoint le Sornin qu'en aval de la ville. Ainsi donc, cette voie routière importante au niveau local qu'est la route départementale 70 n'emprunte le vallon du Chandonnet que sur quelques centaines de mètres dans le secteur des Carrières mais s'en écarte ensuite pour franchir, par une sorte de saut de mouton, l'interfluve qui le sépare du Sornin avant de rejoindre en forte descente du côté de Pailleron la vallée du Sornin à l'entrée orientale de Charlieu.
La D 70 relie Cours, dans le département voisin du Rhône, et Charlieu par le col de la Croix Couverte, Cuinzier et Mars. Elle constitue ainsi le lien d'une part entre la petite ville industrielle de Cours et son arrière-pays dans la montagne beaujolaise et d'autre part ce centre commerçant que représente Charlieu ; c'est une voie routière importante à l'échelle locale présente sur 3,5 km dans la commune.
La D 70 rencontre à l'entrée de Charlieu la D 4. Celle-ci venant de Saône-et-Loire prend le relais des routes départementales 987 et 83 de ce département. La première de ces deux routes constitue le débouché par La Clayette du Brionnais et du Charolais sur Roanne, la seconde venant de Chauffailles et, au-delà, du col des Écharmeaux, Beaujeu et Villefranche-sur-Saône est un des axes routiers assurant la liaison entre Lyon et Roanne. Cette D 4 est de ce fait une voie routière très passante. Cependant elle n'intéresse que marginalement Chandon puisque le tronçon par lequel elle entre et sort de la commune se situe sur les limites nord du territoire municipal et ne mesure que moins d'un kilomètre.
Le bourg de Chandon, quant à lui, n'est desservi par aucune des deux routes principales traversant la commune ; il n'est pourtant à l'écart des voies communication : quelques centaines de mètres seulement le séparent de cette route très fréquentée qu'est la D 70. Pourtant c'est dans un autre point très voisin du territoire municipal de Chandon que se trouve un authentique nœud routier. Il s'agit du quartier de Pont de Pierre qui, dans la vallée du Sornin, fait face à l'agglomération de Charlieu dont il constitue un véritable faubourg. Là convergent en effet la D 4 dont on a déjà souligné l'importance et deux routes départementales reliant Charlieu à deux communes de son canton. La D 49 se dirige à partir du Pont de Pierre vers Saint-Hilaire-sous-Charlieu à 5 km de là tandis que la D 40 va vers Villers distant de 8 km. Toutes deux ont un profil semblable : à partir du Pont de Pierre, elles s'élèvent d'abord vers le sommet de l'interfluve Sornin-Chandonnet, le franchissent et redescendent ensuite vers le fond du vallon du Chandonnet. Toutefois, alors que la D 49 quitte la commune en franchissant le cours d'eau au bout de 2,5 km seulement, la route de Villers traverse toute l'aire communale de Chandon du sud-ouest au nord-est et elle est d'ailleurs la seule à desservir l'agglomération prépondérante dans la commune, le quartier de la Croix Leigne. Il reste à mentionner la D 57 qui représente une bretelle entre la D 70 et la D 40 en traversant le petit bourg de la commune.
Aucun service d'autocar ne dessert la commune.
Les habitants de Chandon désireux d'utiliser la voie ferrée ont à leur disposition la gare de Chauffailles sur la ligne ferroviaire Lyon-Paray-le-Monial et Nevers et celle de Roanne sur la ligne Lyon-Paris. Enfin, un autocar de la SNCF leur permet, à partir de son arrêt de Pouilly-sous-Charlieu, de gagner Montchanin et la linge TGV Lyon-Paris.
Chandon se situe à 19 km de Roanne, chef-lieu de son arrondissement, à 95 km de la métropole régionale Lyon et à 100 km du chef-lieu de son département Saint-Étienne.
L'histoire démographique de la commune de Chandon est singulière dans le nord-est roannais. La plupart des localités de la région ont subi les effets de l'exode rural induits par la révolution industrielle - le textile surtout - depuis le milieu du XIXe siècle et pendant à peu près tout le XXe perdant parfois les 3/4 de leur population. Or, si Chandon n'a pas été épargné par les causes de ce déclin et a vu longtemps sa population diminuer jusqu'à un étiage de 758 habitants en 1954, la récession démographique a pris fin beaucoup plus tôt qu'ailleurs, dès le milieu du XXe siècle. Depuis 1954 et jusqu'à une date très récente (2007) la population de la commune a connu un accroissement fort et continu et le recensement de 2007 l'a fait passer par un pic de 1 452 personnes ; elle avait donc - fait unique dans cette région - vu sa population pratiquement doubler en un demi-siècle. À cette date, fait également unique, la population de la commune avait retrouvé et même dépassé le niveau maximum atteint en 1876 (1 449 personnes). Un reflux très récent s'est produit (1 416 habitants en 2014) sans remettre en cause véritablement le résultat de ce remarquable regain démographique.
Les origines de ce sursaut sont à rechercher non pas évidemment dans la natalité propre à la commune mais dans un regain d'intérêt de certaines populations pour les localités rurales proches d'un bassin d'emploi urbain - l'agglomération roannaise dans ce cas - qui les conduit à fixer leur domicile dans une localité rurale plus attractive tout en restant à courte distance de leur lieu d'activité économique. S'y est ajoutée à l'occasion l'arrivée de personnes provenant d'autres régions de France.
De même que son évolution démographique fait de Chandon un cas exceptionnel dans la région, de même la répartition de la population à l'intérieur du périmètre municipal singularise la commune.
Un aspect de cette singularité est représenté par la faible part que représente le bourg même de Chandon dans la population totale de la commune : autour de 5 %. Si l'on fait abstraction de l'église, ailleurs point de repère du chef-lieu communal, cette très petite agglomération pourrait passer pour un simple hameau.
À l'inverse, les ensembles pavillonnaires que constituent les quartiers du Pont de Pierre-la Montalay, Grange Courte, les Encognes, la Croix Chassepot et surtout la Croix Leigne, pour l'essentiel situés sur le plateau que constitue l'extrémité de l'interfluve Sornin-Chandonnet, rassemblant les 3/4 de la population communale, ne peuvent être considérés comme de simples écarts mais bien comme le centre de gravité humain de la commune. C'est d'ailleurs à la Croix Leigne que se trouve aujourd'hui le site principal de la mairie de Chandon. Un paradoxe est représenté par la situation géographique de ce groupement humain excentré à l'intérieur du territoire municipal et formant une sorte d'excroissance de l'agglomération charliandine. C'est à ce groupement semi-urbain dans l'extrême ouest de son territoire que la commune doit une densité de population sans commune mesure avec celle de ses voisines authentiquement rurales : 116 hab/km2 (46 à Mars, 42 à Saint-Hilaire-sous-Charlieu).
Ailleurs dans la commune, la dispersion de l'habitat est la règle comme on s'y attend s'agissant d'une région de demi-bocage comme le nord-est roannais. Une quarantaine d'écarts parsèment le territoire de Chandon. Au nord du Chandonnet, se trouvent ainsi à côté de quelques hameaux constitués comme la Pallie, les Plans, la Rochelle et Senarat, beaucoup de simples lieux-dits tels la Fleur de Lierre, Péterenard, la Goutte Thessonnière, Pailleron, la Douze, les Brosses, Chez Beury, Rateret, les Plans, Genouilly (Chez le Garde), le Chauffage et La Lunette.
Au sud de la rivière se trouve le bourg de la commune où n'habitent qu'une cinquantaine de personnes. Les véritables hameaux y sont peu nombreux ; le Haut de Chandon-la Cure en est un. Pour le reste il s'agit le plus souvent de petits groupes de maisons ou de bâtiments isolés dont le nombre est d'ailleurs considérable sur ce versant : le Noyeret, la Grange du Bois, le Colombier, les Grandes Pièces, Fournelerie, le Musset, la Gouttelerie, les Côtes, le Mont, les Oliviers, les Burnières, la Corradière, Valvert, les Voisinées, Charnay, les Pins, la Rivière, les Mays, la Goutte Rouchon, les Étiveaux.
Commune peuplée et active, Chandon accueille sur son territoire nombre d'entreprises artisanales. Certaines relèvent du bâtiment telles deux d'entre elles dans le domaine de la maçonnerie, deux entreprises de carrelage, une entreprise de peinture-tapisserie, une encore de plâtrerie, une autre de menuiserie, deux d'électricité,, une fonderie d'ornement.
Une entreprise de travaux publics et de terrassement fonctionne à la Lunette sur la route départementale 70.
Un garage de réparation d'automobiles est situé route de Saint-Denis près du carrefour du Pont de Pierre. Une entreprise sise aux Plans sur la route départementale 70 est spécialisée depuis plusieurs générations dans la démolition et de vente de véhicules automobiles. Une entreprise de collecte de déchets ménagers a son siège aux Étiveaux, une autre de travaux agricoles route de Villers ; à la Goutte Thessonnière une entreprise de nettoyage de locaux, un élevage canin au lieudit le Chauffage.
Dans les activités du secteur tertiaire on relève une entreprise de sonorisation et d'animation de festivités aux Encognes et une autre de vente de matériel de haute fidélité aux Plans.
Relevant du secteur industriel une usine de mécanique générale et de construction de matériel d'entretien des routes est implantée à la Croix Leigne.
La commune de Chandon demeure un espace agricole actif. Huit exploitations se partagent les 1 095 hectares de la surface agricole utile Cette proportion de près de 90 % de la surface de la commune, 88,4 plus précisément, supérieure à celle de beaucoup de communes des environs témoigne de la fertilité du terroir local. Compte tenu du fait que des parcelles sont exploitées par des agriculteurs extérieurs à la commune on peut estimer à 125 ha la surface moyenne d'une exploitation agricole à Chandon. Situation habituelle dans le nord-est roannais les surfaces en herbe - 995 ha soit 91 % de la SAU - l'emportent dans la proportion de 9 à 1 sur les labours - 100 ha, 9,1 % de la SAU. La production se partage également entre la viande et le lait.

### Climat
Pour des articles plus généraux, voir Climat d'Auvergne-Rhône-Alpes et Climat de la Loire.
En 2010, le climat de la commune est de type climat océanique dégradé des plaines du Centre et du Nord, selon une étude du Centre national de la recherche scientifique s'appuyant sur une série de données couvrant la période 1971-2000. En 2020, Météo-France publie une typologie des climats de la France métropolitaine dans laquelle la commune est exposée à un climat de montagne ou de marges de montagne et est dans la région climatique Centre et contreforts nord du Massif Central, caractérisée par un air sec en été et un bon ensoleillement.
Pour la période 1971-2000, la température annuelle moyenne est de 10,7 °C, avec une amplitude thermique annuelle de 16,4 °C. Le cumul annuel moyen de précipitations est de 884 mm, avec 11,3 jours de précipitations en janvier et 7,6 jours en juillet. Pour la période 1991-2020, la température moyenne annuelle observée sur la station météorologique de Météo-France la plus proche, « Charlieu », sur la commune de Charlieu à 3 km à vol d'oiseau, est de 11,6 °C et le cumul annuel moyen de précipitations est de 769,3 mm,. Pour l'avenir, les paramètres climatiques de la commune estimés pour 2050 selon différents scénarios d'émission de gaz à effet de serre sont consultables sur un site dédié publié par Météo-France en novembre 2022.

## Urbanisme

### Typologie
Au 1er janvier 2024, Chandon est catégorisée bourg rural, selon la nouvelle grille communale de densité à sept niveaux définie par l'Insee en 2022.
Elle appartient à l'unité urbaine de Charlieu, une agglomération intra-départementale regroupant quatre  communes, dont elle est une commune de la banlieue,,. Par ailleurs la commune fait partie de l'aire d'attraction de Roanne, dont elle est une commune de la couronne,. Cette aire, qui regroupe 88 communes, est catégorisée dans les aires de 50 000 à moins de 200 000 habitants,.

### Occupation des sols
L'occupation des sols de la commune, telle qu'elle ressort de la base de données européenne d’occupation biophysique des sols Corine Land Cover (CLC), est marquée par l'importance des territoires agricoles (90,5 % en 2018), une proportion sensiblement équivalente à celle de 1990 (91,3 %). La répartition détaillée en 2018 est la suivante : 
prairies (75,8 %), zones agricoles hétérogènes (14,8 %), zones urbanisées (7,9 %), forêts (1,5 %). L'évolution de l’occupation des sols de la commune et de ses infrastructures peut être observée sur les différentes représentations cartographiques du territoire : la carte de Cassini (XVIIIe siècle), la carte d'état-major (1820-1866) et les cartes ou photos aériennes de l'IGN pour la période actuelle (1950 à aujourd'hui).

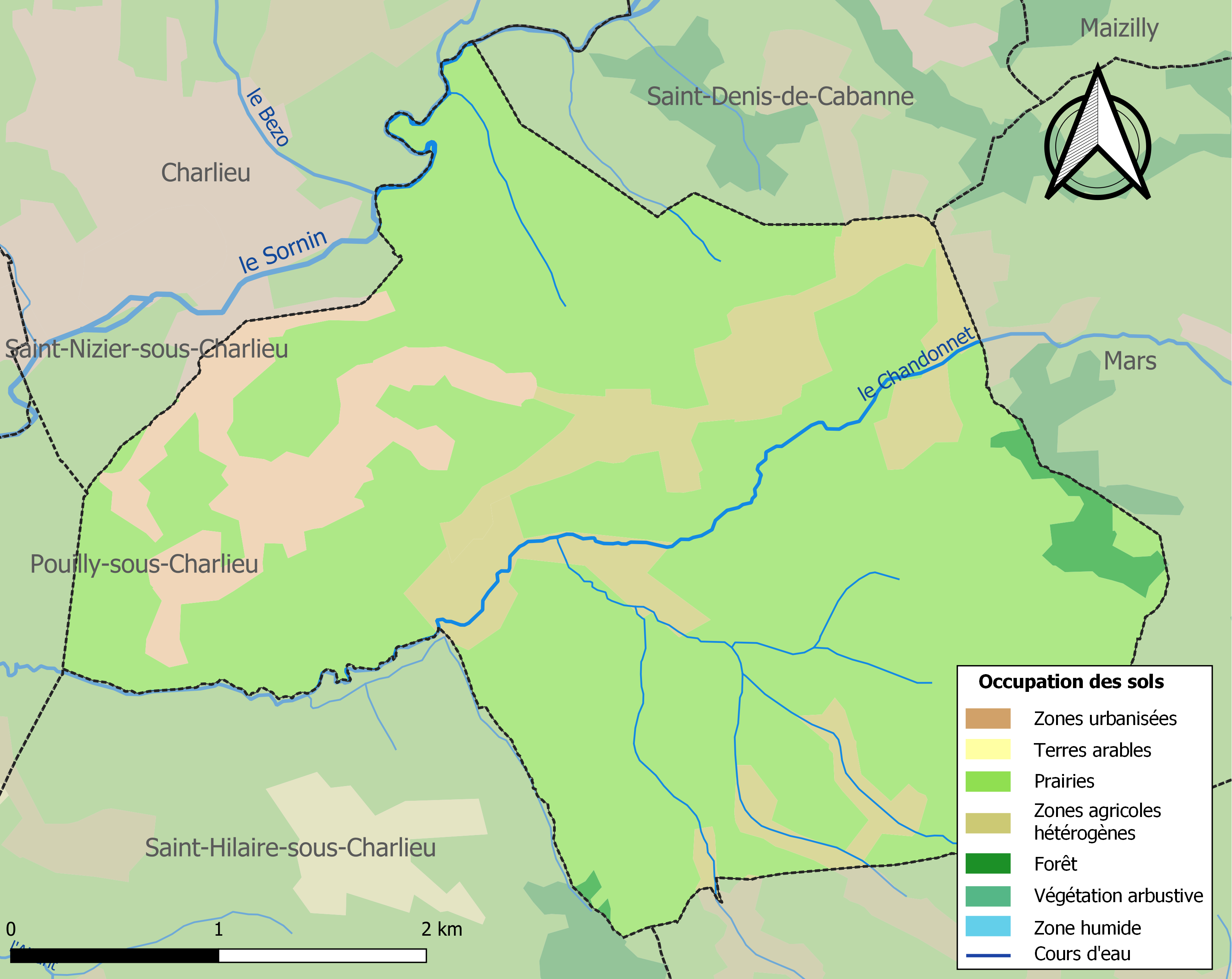
Carte des infrastructures et de l'occupation des sols de la commune en 2018 (CLC).

## Histoire
Chandon est cité dans des textes du XIVe siècle. Chandon appartenait à l'ancienne province du Lyonnais et relevait du diocèse de Mâcon.

## Politique et administration

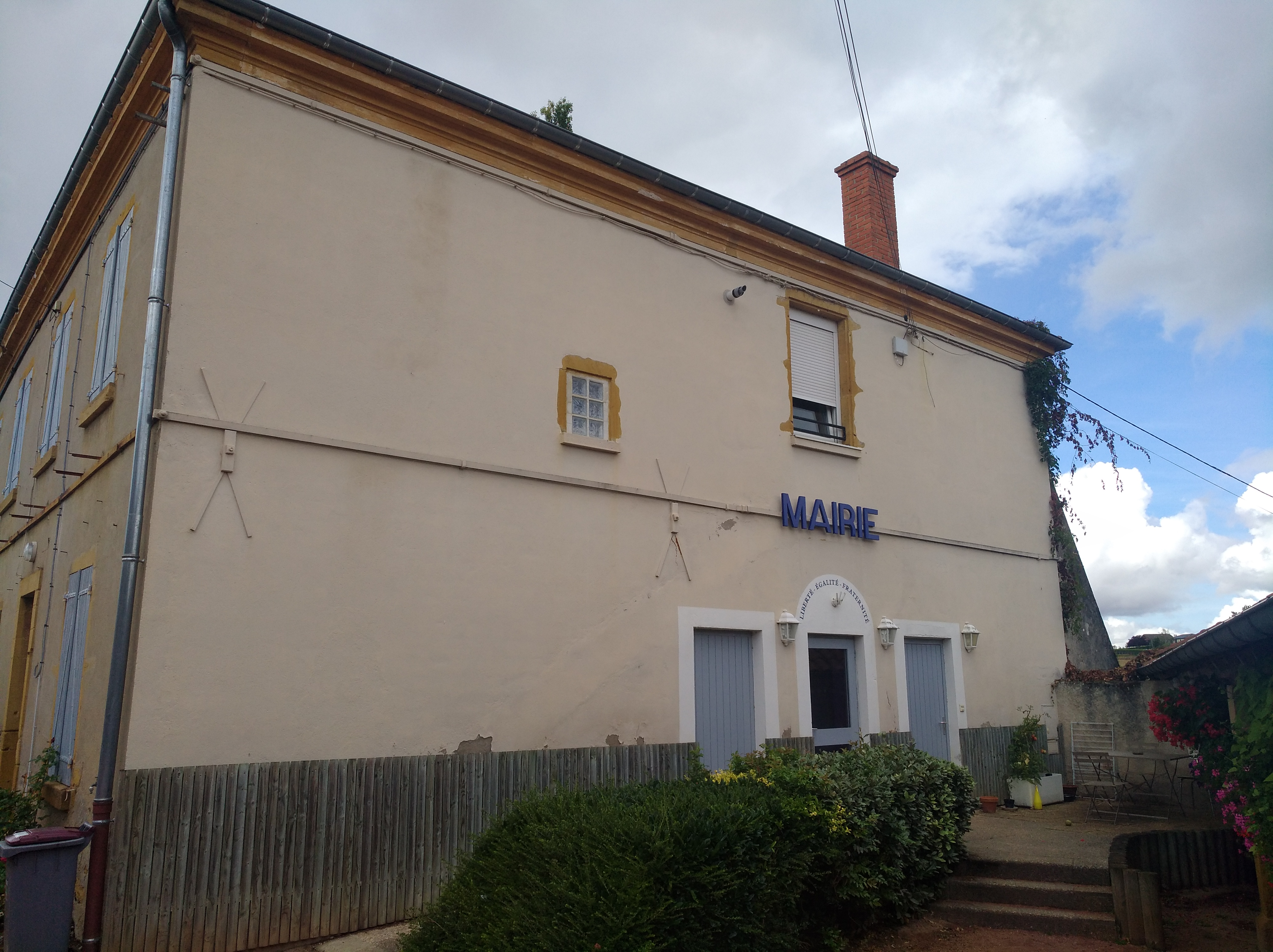
Mairie

Le maire sortant a été réélu aux élections municipales de 2014, unique représentant ; un électeur sur deux a voté. Le conseil municipal est composé de 15 membres ; deux d'entre eux sont élus au conseil communautaire.
| Période                                  | Période  | Identité            | Étiquette | Qualité     |
| ---------------------------------------- | -------- | ------------------- | --------- | ----------- |
| Les données manquantes sont à compléter. |          |                     |           |             |
| 1903                                     | 1903     | M. F. Chaverondier  |           |             |
| avant 1968                               | ?        | M. Joseph Javouhey  | PDM       | Agriculteur |
| avant 1988                               | ?        | M. Charles Chopelin |           |             |
| mars 2001                                | mai 2020 | M. Pierre Pointet   |           | Professeur  |
| mai 2020                                 | En cours | M. Michel Durantin  |           |             |

## Démographie
L'évolution du nombre d'habitants est connue à travers les recensements de la population effectués dans la commune depuis 1793. Pour les communes de moins de 10 000 habitants, une enquête de recensement portant sur toute la population est réalisée tous les cinq ans, les populations de référence des années intermédiaires étant quant à elles estimées par interpolation ou extrapolation. Pour la commune, le premier recensement exhaustif entrant dans le cadre du nouveau dispositif a été réalisé en 2007.

En 2022, la commune comptait 1 440 habitants, en évolution de −1,44 % par rapport à 2016 (Loire : +1,32 %, France hors Mayotte : +2,11 %).
| 1793 | 1800 | 1806 | 1821 | 1831 | 1836 | 1841 | 1846 | 1851 |
| ---- | ---- | ---- | ---- | ---- | ---- | ---- | ---- | ---- |
| 740  | 673  | 724  | 700  | 708  | 849  | 897  | 892  | 902  |

| 1856  | 1861  | 1866  | 1872  | 1876  | 1881  | 1886  | 1891  | 1896  |
| ----- | ----- | ----- | ----- | ----- | ----- | ----- | ----- | ----- |
| 1 240 | 1 354 | 1 382 | 1 398 | 1 449 | 1 400 | 1 416 | 1 406 | 1 324 |

| 1901  | 1906  | 1911  | 1921 | 1926 | 1931 | 1936 | 1946 | 1954 |
| ----- | ----- | ----- | ---- | ---- | ---- | ---- | ---- | ---- |
| 1 257 | 1 218 | 1 118 | 882  | 910  | 944  | 900  | 795  | 758  |

| 1962 | 1968 | 1975 | 1982  | 1990  | 1999  | 2006  | 2007  | 2012  |
| ---- | ---- | ---- | ----- | ----- | ----- | ----- | ----- | ----- |
| 820  | 863  | 984  | 1 087 | 1 296 | 1 381 | 1 443 | 1 452 | 1 427 |

| 2017  | 2022  | - | - | - | - | - | - | - |
| ----- | ----- | - | - | - | - | - | - | - |
| 1 484 | 1 440 | - | - | - | - | - | - | - |

## Lieux et monuments

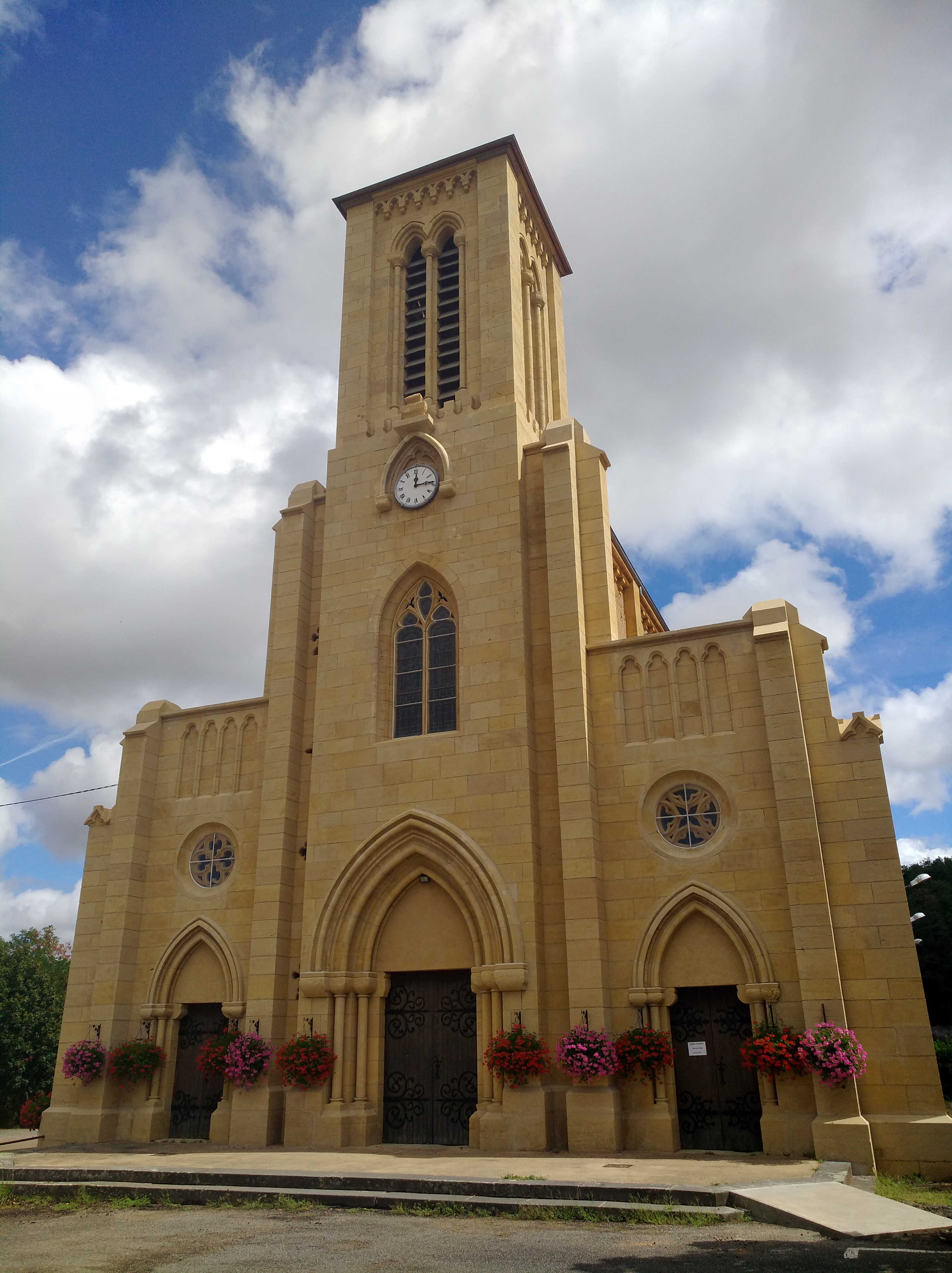
Façade de l'église Saint-Éloi

- Église Saint-Éloi de Chandon. L'église est construite à la fin du XIXe siècle en remplacement d'un édifice ancien. L'architecte de Roanne est Magnien, le lyonnais Pagnon a réalisé les vitraux[14].

## Personnalités liées à la commune
- Jean Auroux (° 1942), maire de Roanne de 1977 à 2001, maire honoraire de Roanne depuis 2008 et ancien ministre du Travail, y vit.